# 일본의 노벨상 수상자 목록

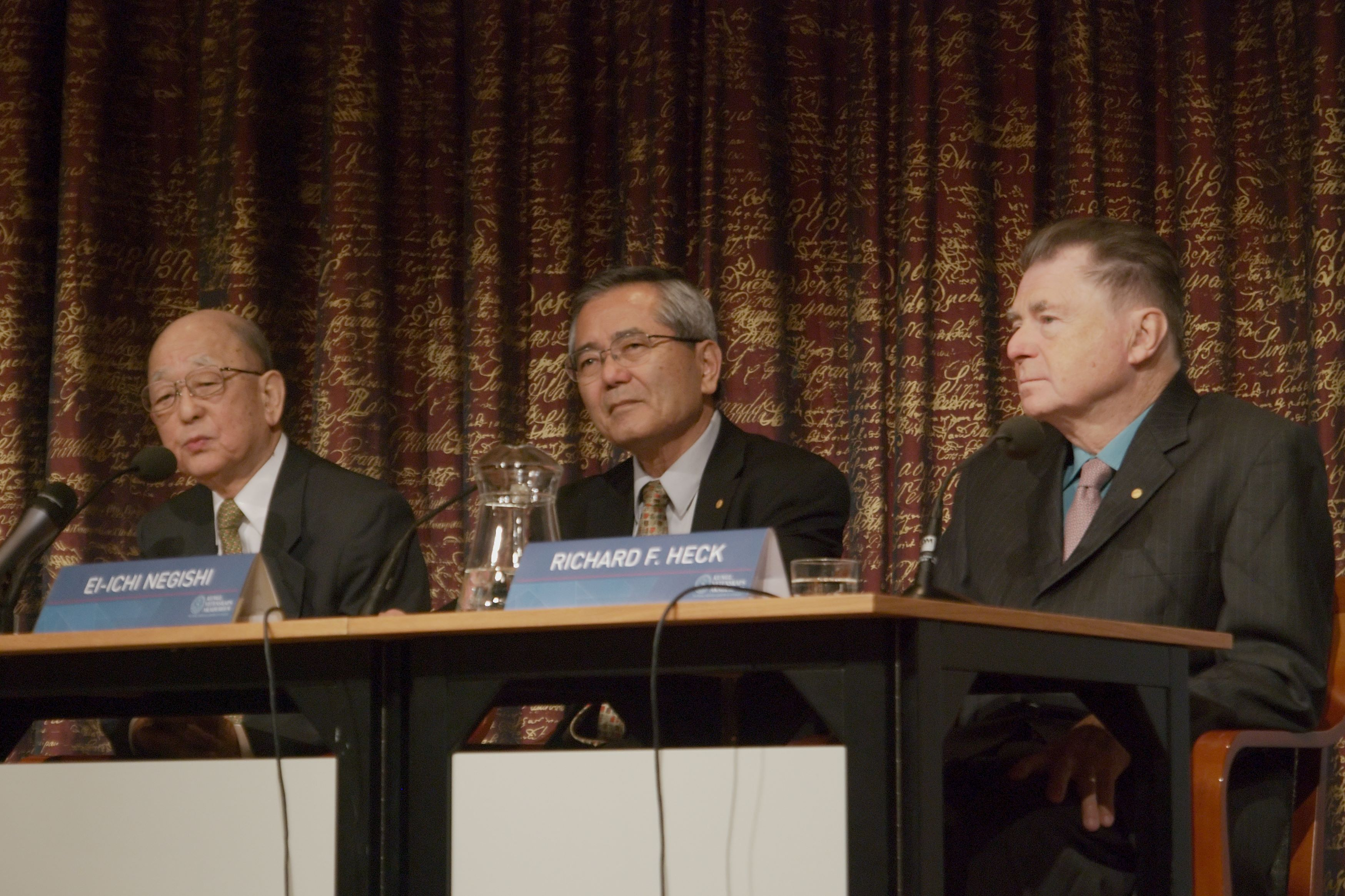
2010년도 노벨 화학상 수상자이자 일본인 수상자인 스즈키 아키라(왼쪽)와 네기시 에이이치(가운데)

이 문서는 일본인 노벨상 수상자에 대한 것이다. 이곳에서는 수상 대상의 연구 성과를 일본 국적으로 이룬 수상자뿐만 아니라, 원래 일본인이지만 노벨상 수상 시점에서는 일본 국적을 상실했던 수상자와 일본과 관련 있는 수상자 등도 함께 기술한다.

## 개요
제2차 세계 대전 종전 후 아직 전후 점령기였던 1949년 11월 3일(문화의 날), 일본인으로서는 처음으로 유카와 히데키가 노벨상을 수상했다. 히로시마 원폭 투하 및 나가사키 원폭 투하에서 불과 4년 남짓 밖에 되지 않음에도 불구하고 원자 폭탄과 가까운 소립자 이론인 ‘중간자 이론’으로 수상을 한 유카와는 패전 직후 일본 국민들에게 큰 자신감을 안겨줬다.
1901년부터 시작돼 2023년에 이르는 노벨상 역사 중에서 일본은 비 구미제국 중에서 가장 많은 29명의 수상자를 배출하였는데 이 가운데 4명은 수상 시점에서 일본국이 아닌 외국 국적을 취득했다. 21세기 이후, 자연과학 부문에서 나라별로 따지면 일본은 미국에 이어 세계 2위의 노벨상 수상자들을 배출하여, 경제학상을 제외한 모든 분야를 석권하고 있다. 일본에서는 노벨상을 수상한 여성이나 경제학상 수상자는 없고 복수에 걸쳐서 노벨상을 수상한 일본인 개인이나 단체도 없다.
평화상과 문학상을 제외한 수상자의 대부분은 과학 분야의 연구자나 대학 교수인데, 1973년 민간 기업인 IBM의 기술자인 에사키 레오나가 물리학상을 수상하고, 2002년 민간 기업인 시마즈 제작소의 기술자인 다나카 고이치가 노벨 화학상을 수상하여 화제가 됐다. 2014년 청색 LED의 개발로 아카사키 이사무, 아마노 히로시와 함께 노벨 물리학상을 받은 나카무라 슈지도 민간 기업 니치아 화학공업에 소속되어 있던 당시의 청색 LED 개발 및 상품화가 수상 이유로 됐다. 2019년에는 민간 기업 아사히 카세이에 소속돼 있던 요시노 아키라가 리튬 이온 전지를 개발로 노벨 화학상을 수상했다.
2024년에는 일본 원수폭피해자단체 협의회가 단체로서는 처음으로 노벨 평화상을 수상했다.
| 부문＼출신·국적 | 일본 국적 수상자 | 일본의 수상 단체 | 일본 출신의 외국 국적 수상자 | 일본 관련지 출신의 외국 국적 수상자 | 합계 |
| --------------- | ---------------- | ---------------- | ---------------------------- | ----------------------------------- | ---- |
| 물리학상        | 9                | -                | 3                            | -                                   | 12   |
| 화학상          | 8                | -                | -                            | 2                                   | 10   |
| 생리학·의학상   | 5                | -                | -                            | -                                   | 5    |
| 문학상          | 2                | -                | 1                            | -                                   | 3    |
| 평화상          | 1                | 1                | -                            | -                                   | 2    |
| 경제학상        | －               | -                | -                            | -                                   | 0    |
| 합계            | 25               | 1                | 4                            | 2                                   | 32   |

연도별 일본 국적/단체 및 일본과 관련이 있는 수상자 수 (2025년 시점)
- 합계: 25+6명, 1단체

- 물리학상(9+3명)
- 화학상(8+2명)
- 생리학·의학상(5+0명)
- 문학상(2+1명)
- 평화상(1+0명 1단체)
- 경제학상(0+0명)

## 수상 시점에서 일본 국적의 수상자

### 물리학상
| 수상 연도 | 성명 / 수상자의 공헌도 | 성명 / 수상자의 공헌도                                                                 | 학력 / 수상 이유                                                                        |
| --------- | ---------------------- | -------------------------------------------------------------------------------------- | --------------------------------------------------------------------------------------- |
| 1949년    |                        | 유카와 히데키                                                                          | 교토 제국대학 이학부 졸업, 이학박사(오사카 제국대학)                                    |
| 1949년    | 1/1                    | 중간자 존재의 예상                                                                     |                                                                                         |
| 1965년    |                        | 도모나가 신이치로                                                                      | 교토 제국대학 이학부 졸업, 이학박사(도쿄 제국대학)                                      |
| 1965년    | 1/3                    | 양자 전기 역학 분야에서의 기초적 연구                                                  |                                                                                         |
| 1973년    |                        | 에사키 레오나                                                                          | 도쿄 제국대학 이학부 졸업, 이학박사(도쿄 대학)                                          |
| 1973년    | 1/4                    | 반도체에 있어서의 터널 효과의 실험적 발견                                              |                                                                                         |
| 2002년    |                        | 고시바 마사토시                                                                        | 도쿄 대학 이학부 졸업, 로체스터 대학교 대학원 박사 과정 수료(Ph.D), 이학박사(도쿄 대학) |
| 2002년    | 1/4                    | 천체물리학, 특히 우주 중성미자의 검출에 대한 선구자적 공헌                             |                                                                                         |
| 2008년    |                        | 고바야시 마코토                                                                        | 나고야 대학 이학부 졸업, 이학박사(나고야 대학)                                          |
| 2008년    | 1/4                    | 고바야시·마스카와 이론과 CP 대칭성 파괴의 기원의 발견에 의한 소립자 물리학에 대한 공헌 |                                                                                         |
| 2008년    |                        | 마스카와 도시히데                                                                      | 나고야 대학 이학부 졸업, 이학박사(나고야 대학)                                          |
| 2008년    | 1/4                    | 고바야시·마스카와 이론과 CP 대칭성 파괴의 기원의 발견에 의한 소립자 물리학에 대한 공헌 |                                                                                         |
| 2014년    |                        | 아카사키 이사무                                                                        | 교토 대학 이학부 졸업, 공학박사(나고야 대학)                                            |
| 2014년    | 1/3                    | 에너지 효율성이 높은 청색 발광 다이오드의 발명                                         |                                                                                         |
| 2014년    |                        | 아마노 히로시                                                                          | 나고야 대학 공학부 졸업, 공학박사(나고야 대학)                                          |
| 2014년    | 1/3                    | 에너지 효율성이 높은 청색 발광 다이오드의 발명                                         |                                                                                         |
| 2015년    |                        | 가지타 다카아키                                                                        | 사이타마 대학 이학부 졸업, 이학박사(도쿄 대학)                                          |
| 2015년    | 1/2                    | 중성미자가 질량이 있다는 것을 나타내는 중성미자 진동의 발견                            |                                                                                         |

### 화학상
| 수상 연도 | 성명 / 수상자의 공헌도 | 성명 / 수상자의 공헌도                               | 학력 / 수상 이유                                                                  |
| --------- | ---------------------- | ---------------------------------------------------- | --------------------------------------------------------------------------------- |
| 1981년    |                        | 후쿠이 겐이치                                        | 교토 제국대학 공학부 졸업, 공학박사(교토 대학)                                    |
| 1981년    | 1/2                    | 화학 반응 과정의 이론적 연구                         |                                                                                   |
| 2000년    |                        | 시라카와 히데키                                      | 도쿄 공업대학 이공학부 졸업, 공학박사(도쿄 공업대학)                              |
| 2000년    | 1/3                    | 전도성 고분자의 발견과 발전                          |                                                                                   |
| 2001년    |                        | 노요리 료지                                          | 교토 대학 공학부 졸업, 공학박사(교토 대학)                                        |
| 2001년    | 1/4                    | 키랄 촉매에 의한 비대칭 반응의 연구                  |                                                                                   |
| 2002년    |                        | 다나카 고이치                                        | 도호쿠 대학 공학부 졸업, 공학사(도호쿠 대학), 도호쿠 대학 명예박사                |
| 2002년    | 1/4                    | 생체고분자의 동정 및 구조 해석을 위한 수법의 개발    |                                                                                   |
| 2008년    |                        | 시모무라 오사무                                      | 구제 나가사키 의과대학 부속 약학 전문부 졸업, 이학박사(나고야 대학)               |
| 2008년    | 1/3                    | 녹색 형광 단백질(GFP)의 발견과 생명 과학에 대한 공헌 |                                                                                   |
| 2010년    |                        | 네기시 에이이치                                      | 도쿄 대학 공학부 졸업, 펜실베이니아 대학교 박사 과정 수료(Ph.D), 퍼듀 대학교 교수 |
| 2010년    | 1/3                    | 크로스 커플링의 개발                                 |                                                                                   |
| 2010년    |                        | 스즈키 아키라                                        | 홋카이도 대학 이학부 졸업, 이학박사(홋카이도 대학), 홋카이도 대학 공학부 명예교수 |
| 2010년    | 1/3                    | 크로스 커플링의 개발                                 |                                                                                   |
| 2019년    |                        | 요시노 아키라                                        | 교토 대학 공학부 졸업, 공학박사(오사카 대학)                                      |
| 2019년    | 1/3                    | 리튬 이온 전지 개발                                  |                                                                                   |

### 생리학·의학상
| 수상 연도 | 성명 / 수상자의 공헌도 | 성명 / 수상자의 공헌도                                                   | 학력 / 수상 이유                                                                                     |
| --------- | ---------------------- | ------------------------------------------------------------------------ | --- |
| 1987년    |                        | 도네가와 스스무                                                          | 교토 대학 이학부 졸업, 캘리포니아 대학교 샌디에이고 박사 과정 수료(Ph.D), 매사추세츠 공과대학교 교수 |
| 1987년    | 1/1                    | 다양한 항체를 생성하는 유전적 원리의 해명                                | |
| 2012년    |                        | 야마나카 신야                                                            | 고베 대학 의학부 졸업, 오사카 시립 대학 대학원 의학연구과 박사 과정 수료, 교토 대학 재생의과학연구소 |
| 2012년    | 1/2                    | 다양한 세포로 성장할 수 있는 능력을 가진 유도만능줄기세포의 제작         | |
| 2015년    |                        | 오무라 사토시                                                            | 야마나시 대학 학예학부 졸업, 약학박사(도쿄 대학), 이학박사(도쿄 이과대학)                            |
| 2015년    | 1/4                    | 선충의 기생에 의해서 일으키는 감염병에 대한 새로운 치료법 발견           | |
| 2016년    |                        | 오스미 요시노리                                                          | 도쿄 대학 교양학부 졸업, 도쿄 대학 대학원 이학계 연구과 박사 과정 수료, 이학박사(도쿄 대학)          |
| 2016년    | 1/1                    | 오토파지의 메커니즘을 발견                                               | |
| 2018년    |                        | 혼조 다스쿠                                                              | 교토 대학 의학부 졸업, 의학박사(교토 대학)                                                           |
| 2018년    | 1/2                    | 면역관문 저해인자(Immune check-point inhibitor)의 발견과 암치료에의 응용 | |

### 문학상
| 수상 연도 | 성명 / 수상자의 공헌도 | 성명 / 수상자의 공헌도 | 학력 / 수상 이유                                        |
| --------- | ---------------------- | --- | ------------------------------------------------------- |
| 1968년    |                        | 가와바타 야스나리 | 도쿄 제국대학 문학부 국문과 졸업, 문학사(도쿄 제국대학) |
| 1968년    | 1/1                    | 《이즈의 무희》, 《설국》 등 일본인 심리의 본질을 그린 매우 섬세한 표현에 의한 서술의 탁월함에 대해                                                                               |                                                         |
| 1994년    |                        | 오에 겐자부로 | 도쿄 대학 문학부 불문과 졸업, 문학사(도쿄 대학)         |
| 1994년    | 1/1                    | 《개인적인 체험》, 《만엔 원년의 풋볼》 등 시적인 언어를 이용하여 현실과 신화가 뒤섞인 세계를 창조하고 궁지에 내몰린 현대인의 모습을 보는 이를 당혹시키는 그림을 그린 공적에 대해 |                                                         |

### 평화상
| 수상 연도 | 성명 / 수상자의 공헌도 | 성명 / 수상자의 공헌도 | 학력 / 수상 이유          |
| --------- | ---------------------- | ---------------------- | ------------------------- |
| 1974년    |                        | 사토 에이사쿠          | 도쿄 제국대학 법학부 졸업 |
| 1974년    | 1/2                    | 비핵 3원칙의 제창      |                           |

### 경제학상
2025년 시점에서 수상자가 없음.

## 일본의 수상 단체

### 평화상
| 수상 연도 | 성명 / 수상 단체의 공헌도 | 성명 / 수상 단체의 공헌도                                                                              | 분류 / 수상 이유 |
| --------- | ------------------------- | --- | ---------------- |
| 2024년    |                           | 일본원수폭피해자단체협의회                                                                             | 평화 단체        |
| 2024년    | 1/1                       | 핵무기 없는 세계를 실현하기 위한 노력과 핵무기가 다시 사용해선 안 된다는 피폭자들의 증언을 보여준 노력 |                  |

## 일본 출신의 수상자

### 물리학상
일본 출신으로 수상 당시 외국 국적 수상자
| 수상 연도 | 성명 / 수상자의 공헌도                                                   | 성명 / 수상자의 공헌도 | 학력 / 수상 이유 / 일본과의 관계                                           |
| --------- | ------------------------------------------------------------------------ | --- | -------------------------------------------------------------------------- |
| 2008년    |                                                                          | 난부 요이치로 | 도쿄 제국대학 이학부 졸업, 이학박사(도쿄 대학)                             |
| 2008년    | 소립자 물리학에 있어서의 자발 대칭 깨짐의 발견                           | 난부 요이치로 |                                                                            |
| 2008년    | 1/2                                                                      | 후쿠이현 후쿠이시에서 태어나고 자라, 도쿄 제국대학을 졸업했고 도쿄 대학에서 이학박사 학위를 취득했다. 노벨상으로 평가된 연구는 미국으로 건너간 후의 것이지만 일본 국적일 때의 것이다. 그 후 1970년 49세의 나이에 미국 국적을 취득함과 동시에 일본 국적을 잃었으며 수상 시에는 미국 국적이었다. 말년에는 일리노이주 시카고와 오사카부 도요나카시 자택에도 거주했다. |                                                                            |
| 2014년    |                                                                          | 나카무라 슈지 | 도쿠시마 대학 공학부 졸업, 공학박사(도쿠시마 대학)                         |
| 2014년    | 고휘도 청색 발광 다이오드와 청자색 반도체 레이저의 제조 방법을 발명·개발 | 나카무라 슈지 |                                                                            |
| 2014년    | 1/3                                                                      | 에히메현 니시우와군 세토정(현: 이카타정) 태생의 오즈시 출신(초등학교 시절에 이사)이며 도쿠시마 대학 공학부를 졸업한 후 같은 대학의 대학원에서 공학연구과 석사과정을 수료했다. 1994년에는 도쿠시마 대학에서 공학박사 학위를 취득했다. 도쿠시마현 아난시에 있는 니치아 화학공업 직원으로 근무하던 시절에 청색 발광 다이오드의 개발을 사장에게 호소해 1993년에 GaN(질화갈륨)의 결정을 제작하는 고휘도 청색 LED를 발명하여 실용화에 큰 기여를 했다. 1999년에 니치아 화학공업을 퇴직해 2000년에는 캘리포니아 대학교 산타바바라 교수로 부임했다. 미국에서 연구를 계속하기 위한 목적으로 미국 국적을 취득했다. |                                                                            |
| 2021년    |                                                                          | 마나베 슈쿠로 | 구제 오사카 시립 의과대학 진학, 도쿄 대학 이학부 졸업, 이학박사(도쿄 대학) |
| 2021년    | 기후의 물리적 모델링, 기후 변화의 정량화, 지구 온난화의 확실한 예측      | 마나베 슈쿠로 |                                                                            |
| 2021년    | 1/4                                                                      | 에히메현 우마군 신리쓰촌(현: 시코쿠추오시 신구촌)에서 태어났으며 도쿄 대학 이학부를 졸업한 후 1958년 도쿄 대학 대학원 박사과정 수료, ‘응결 현상의 종합적 연구’로 이학박사 학위를 받았다. 같은 해 미국 국립기상국(현: 미국 해양대기청)에 입사하여 후에 주임 연구원을 맡았고 훗날 미국 국적을 취득했다. 1968년부터 프린스턴 대학교 객원교수를 겸임하여 1997년에 귀국하여 과학기술청 지구 프런티어 연구 시스템 지구 온난화 예측 연구 영역장으로 부임했다. 그 후 2001년 재도미해 프린스턴 대학교 연구원으로 옮겼다.                                                                                         |                                                                            |

### 문학상
| 수상 연도 | 성명 / 수상자의 공헌도                                                                                                   | 성명 / 수상자의 공헌도 | 학력 / 수상 이유 / 일본과의 관계                 |
| --------- | --- | --- | ------------------------------------------------ |
| 2017년    | | 가즈오 이시구로 | 켄트 대학교 졸업, 문학사 (이스트앵글리아 대학교) |
| 2017년    | 감정에 강하게 호소하는 다수의 소설에 의하여, 세계와 연결돼 있다는 우리의 환상에 숨어 있는 심연을 밝게 드러낸 것에 대하여 | 가즈오 이시구로 |                                                  |
| 2017년    | 1/1 | 나가사키현 나가사키시에서 태어나 한자 표기는 ‘石黒一雄’(이시구로 가즈오)이다. 1960년 해양학자인 아버지가 북해에서 유전 조사를 하게 된 것에 의해 가족을 따라 영국 서리주 길퍼드로 이민을 갔다. 1978년 켄트 대학교 영문과를 졸업했고 1980년 이스트앵글리아 대학교 대학원 창작학과에서 창작문학 석사 학위를 취득했다. 1983년에 영국으로 귀화했다. |                                                  |

## 일본과 관련 있는 수상자

### 화학상
| 수상 연도 | 성명 / 수상자의 공헌도                                                        | 성명 / 수상자의 공헌도 | 학력 / 수상 이유 / 일본과의 관계                       |
| --------- | ----------------------------------------------------------------------------- | --- | ------------------------------------------------------ |
| 1986년    |                                                                               | 리위안저 | 국립 타이완 대학 졸업, 박사 (캘리포니아 대학교 버클리) |
| 1986년    | 화학 반응의 소과정에 대한 연구                                                | 리위안저 |                                                        |
| 1986년    | 1/3                                                                           | 일본 제국령이었던 타이완(대만일치시기) 출신의 대만인이며 유년 시절에는 일본 국적을 가지면서 일본어를 했다. 구 제국대학 중의 하나인 타이베이 제국대학을 전신으로 하는 국립 타이완 대학을 졸업한 후 국립 칭화 대학 대학원에서 공부했고(지도교수는 도쿄 대학의 하마구치 히로시 교수) 캘리포니아 대학교 버클리에서 박사 학위를 취득했다.                                                                                            |                                                        |
| 1987년    |                                                                               | 찰스 J. 피더슨 | 데이턴 대학교 졸업, S.M.(매사추세츠 공과대학교)        |
| 1987년    | 고선택적으로 구조 특이적인 상호 작용을 하는 분자(크라운 화합물)의 개발과 응용 | 찰스 J. 피더슨 |                                                        |
| 1987년    | 1/3                                                                           | 대한제국의 동래군(현재의 대한민국 부산광역시)에서 노르웨이인 아버지와 일본인 어머니 사이에서 태어나 ‘야스이 요시오’(安井良男 やすい よしお[*])라는 일본명도 가졌다. 조선이 일본 제국의 식민지가 된 이후인 8세까지 조선에서 자랐으며 교육을 받기 위해 나가사키현을 거쳐 10세 때에 가나가와현 요코하마시로 옮겼고 18세까지 요코하마시에 있는 세인트 조셉 인터내셔널 칼리지에서 공부한 후 미국으로 건너갔다. 후에 미국에 귀화했다. |                                                        |
| 2021년    |                                                                               | 베냐민 리스트 | 베를린 자유 대학교 졸업, Ph.D.(프랑크푸르트 대학교)    |
| 2021년    | 1/2                                                                           | 화학 반응을 촉진시키는 촉매의 일종인 ‘유기 촉매’ 개발 |                                                        |
| 2021년    | 1/2                                                                           | 홋카이도 대학에 소속될 당시에 수상했다. 2018년 홋카이도 대학 화학반응창성연구거점 주임연구원로 부임하여 2020년부터는 동 대학 특임교수로 재직 중이다. |                                                        |

## 노벨상 수상자의 출신 대학

### 노벨상 수상자의 학위 취득 대학(학위 수여 수별)
수상 당시 박사 학위 취득자는 2019년 10월 시점에서 수상자 중 25명이며 이 중 3명이 미국 대학에서 박사 학위를 취득했다. 또한 3명은 일본 아닌 해외 연구 기관에 소속되는 와중에 수상했다.
| 대학                         | 학사 | 석사 | 박사 | 합계 |
| ---------------------------- | ---- | ---- | ---- | ---- |
| 도쿄 대학                    | 9    | 4    | 8    | 21   |
| 교토 대학                    | 8    | 3    | 3    | 14   |
| 나고야 대학                  | 3    | 4    | 5    | 12   |
| 홋카이도 대학                | 1    | 1    | 1    | 3    |
| 도쿄 공업대학                | 1    | 1    | 1    | 3    |
| 도쿠시마 대학                | 1    | 1    | 1    | 3    |
| 도호쿠 대학                  | 1    | 0    | 0    | 1    |
| 나가사키 대학                | 1    | 0    | 0    | 1    |
| 고베 대학                    | 1    | 0    | 0    | 1    |
| 야마나시 대학                | 1    | 0    | 0    | 1    |
| 사이타마 대학                | 1    | 0    | 0    | 1    |
| 도쿄 이과대학                | 0    | 1    | 1    | 2    |
| 오사카 대학                  | 0    | 0    | 2    | 2    |
| 오사카 공립 대학             | 0    | 0    | 1    | 1    |
| 켄트 대학교                  | 1    | 0    | 0    | 1    |
| 이스트앵글리아 대학교        | 0    | 1    | 0    | 1    |
| 펜실베이니아 대학교          | 0    | 0    | 1    | 1    |
| 로체스터 대학교              | 0    | 0    | 1    | 1    |
| 캘리포니아 대학교 샌디에이고 | 0    | 0    | 1    | 1    |
| 합계                         | 29   | 16   | 26   | 71   |

- 도쿄 대학, 교토 대학, 오사카 대학, 나가사키 대학은 각각 도쿄 제국대학, 교토 제국대학, 오사카 제국대학, 나가사키 의과대학 부속 전문부를 포함한다.
- 고시바 마사토시는 로체스터 대학교(Ph.D)[37]와 도쿄 대학(이학박사·논문 박사)[38]에서 박사 학위를 받았기 때문에 인원 수가 중복됐다.
- 오무라 사토시는 도쿄 대학(약학박사·논문 박사)[39], 도쿄 이과대학(이학박사·논문 박사)[40]에서 박사 학위를 받았기 때문에 인원 수가 중복됐다.
- 일본의 대학의 경우 학사 학위는 모든 국립대학으로부터 수여받고 있다. 사립대학에서는 오무라 사토시가 석사와 박사만 도쿄 이과대학이다.
- 야마나카 신야는 오사카 부립 대학과 통합하기 전 오사카 시립 대학 대학원 의학 연구 박사 과정 수료이며, 현재의 오사카 공립 대학이다.
- 노벨상을 수상한 다나카 고이치에게는 도호쿠 대학으로부터 명예 박사라는 칭호가 주어졌다.[41]
- 대학명에서의 굵은 글씨는 구 제국대학이다.
- 1985년 노벨 평화상 수상 단체인 핵전쟁 방지 국제 의사회 당시 회장이었던 의사 요코야마 쇼마쓰는 니가타 대학(구제 니가타 의과대학)이다.
- 시라카와 히데키는 도쿄 의과치과대학과 통합하기 전 도쿄 공업대학에서 학사, 석사, 박사 학위를 각각 취득했다.

## 노벨상 수상자의 출신 고등학교
| 수상 연도 | 성명                                      | 수상 구분   | 출신 고등학교                                                              | 도도부현   | 국공사립 |
| --------- | ----------------------------------------- | ----------- | -------------------------------------------------------------------------- | ---------- | -------- |
| 1949년    | 유카와 히데키                             | 물리학      | (구제)교토 부립 교토 제1중학교(현: 교토 부립 라쿠호쿠 고등학교·부속중학교) | 교토부     | 공립     |
| 1965년    | 도모나가 신이치로                         | 물리학      | (구제)교토 부립 교토 제1중학교                                             | 교토부     | 공립     |
| 1968년    | 가와바타 야스나리                         | 문학        | (구제)오사카 부립 이바라키 중학교(현: 오사카 부립 이바라키 고등학교)       | 오사카부   | 공립     |
| 1973년    | 에사키 레오나                             | 물리학      | (구제)도시샤 중학교                                                        | 교토부     | 사립     |
| 1974년    | 사토 에이사쿠                             | 평화        | (구제)야마구치 현립 야마구치 중학교                                        | 야마구치현 | 공립     |
| 1981년    | 후쿠이 겐이치                             | 화학        | (구제)오사카 부립 이마미야 중학교                                          | 오사카부   | 공립     |
| 1985년    | (요코야마 쇼마쓰·핵전쟁 방지 국제 의사회) | 평화        | (구제)니가타 현립 오지야 중학교                                            | 니가타현   | 공립     |
| 1987년    | 도네가와 스스무                           | 생리학·의학 | 도립 히비야 고등학교                                                       | 도쿄도     | 공립     |
| 1994년    | 오에 겐자부로                             | 문학        | 에히메 현립 마쓰야마히가시 고등학교                                        | 에히메현   | 공립     |
| 2000년    | 시라카와 히데키                           | 화학        | 기후 현립 다카야마 고등학교                                                | 기후현     | 공립     |
| 2001년    | 노요리 료지                               | 화학        | 나다 고등학교                                                              | 효고현     | 사립     |
| 2002년    | 고시바 마사토시                           | 물리학      | (구제)가나가와 현립 요코스카 중학교                                        | 가나가와현 | 공립     |
| 2002년    | 다나카 고이치                             | 화학        | 도야마 현립 도야마추부 고등학교                                            | 도야마현   | 공립     |
| 2008년    | 시모무라 오사무                           | 화학        | (구제)나가사키 현립 이사하야 중학교                                        | 나가사키현 | 공립     |
| 2008년    | 난부 요이치로                             | 물리학      | (구제)후쿠이 현립 후쿠이중학교                                             | 후쿠이현   | 공립     |
| 2008년    | 고바야시 마코토                           | 물리학      | 아이치 현립 메이와 고등학교                                                | 아이치현   | 공립     |
| 2008년    | 마스카와 도시히데                         | 물리학      | 나고야 시립 고요 고등학교                                                  | 아이치현   | 공립     |
| 2010년    | 네기시 에이이치                           | 화학        | 가나가와 현립 쇼난 고등학교                                                | 가나가와현 | 공립     |
| 2010년    | 스즈키 아키라                             | 화학        | 홋카이도립 도마코마이 고등학교(현: 홋카이도립 도마코마이히가시 고등학교)   | 홋카이도   | 공립     |
| 2012년    | 야마나카 신야                             | 생리학·의학 | 오사카 교육대학 부속 고등학교 덴노지 교사                                  | 오사카부   | 국립     |
| 2014년    | 나카무라 슈지                             | 물리학      | 에히메 현립 오즈 고등학교                                                  | 에히메현   | 공립     |
| 2014년    | 아마노 히로시                             | 물리학      | 시즈오카 현립 하마마쓰니시 고등학교                                        | 시즈오카현 | 공립     |
| 2014년    | 아카사키 이사무                           | 물리학      | (구제)가고시마 현립 제2 가고시마 중학교(현: 가고시마 현립 고난 고등학교)   | 가고시마현 | 공립     |
| 2015년    | 오무라 사토시                             | 생리학·의학 | 야마나시 현립 니라사키 고등학교                                            | 야마나시현 | 공립     |
| 2015년    | 가지타 다카아키                           | 물리학      | 사이타마 현립 가와고에 고등학교                                            | 사이타마현 | 공립     |
| 2016년    | 오스미 요시노리                           | 생리학·의학 | 후쿠오카 현립 후쿠오카 고등학교                                            | 후쿠오카현 | 공립     |
| 2018년    | 혼조 다스쿠                               | 생리학·의학 | 야마구치 현립 우베 고등학교                                                | 야마구치현 | 공립     |
| 2019년    | 요시노 아키라                             | 화학        | 오사카 부립 기타노 고등학교                                                | 오사카부   | 공립     |
| 2021년    | 마나베 슈쿠로                             | 물리학      | (구제)에히메 현립 미시마 중학교(현: 에히메 현립 미시마 고등학교)           | 에히메현   | 공립     |

- 에사키 레오나, 노요리 료지를 제외한 나머지는 국공립 고등학교 출신이다.

## 수상과 관련된 인물

### 평화상
- 히로시마시 출신의 원폭 피해자인 사로 세쓰코는 2017년 12월 노벨 평화상 시상식에서 단체로서 수상한 핵무기 폐기 국제 운동(ICAN) 사무국장인 베아트리스 핀과 함께 메달과 상장을 받은 뒤 수락 연설을 했다.[4][5][6][7]
- 의사 요코야마 쇼마쓰(니가타현 오지야시 출신·구제 니가타 의과대학 졸업, 현 니가타 대학 의학부, 후쿠시마 현립 의과대학 교수)는 핵전쟁 방지 국제 의사회가 1985년 노벨 평화상을 수상했을 때 대표자의 한 사람으로 성명이 기재돼 있다.[42]

## 수상을 놓친 인물
일본인으로서는 제1회부터 기타자토 시바사부로나 노구치 히데요 등이 후보로 올라 있었으나 수상자로 선정되지 못했다. 기타자토에 이르러서는 공동 연구자였던 에밀 아돌프 폰 베링이 수상을 했음에도 불구하고 항독소라는 연구 내용을 주도했던 기타자토가 수상하지 못하는 역전 현상이 일어나고 있었다. 야마기와 가쓰사부로와 이치카와 고이치는 토끼의 귀에 콜타르를 지속적으로 도포하여 1915년에 세계 최초의 인공암 발생에 성공했으나 1926년 노벨상은 암·기생충 기원설을 연구했던 요하네스 피비게르에게 수여됐다.
세계 최초의 비타민 B1 단리에 성공한 스즈키 우메타로는 독일어 번역에서 ‘세계 최초’라는 부분이 실수로 기록되지 않는 바람에 주목받지 못하고 1929년에 노벨상을 수상하지 못했다.
척수 부교감신경계통의 발견으로 1930년대에 6차례나 노벨상 후보로 올랐음에도 불구하고 수상을 놓친 구레 겐에 대해 유엔 대사를 역임한 마쓰다이라 고토는 당시 일본이 추축국이라는 이유로 수상에는 이르지 않았다고 한다.
1970년에 오사와 에이지 홋카이도 대학 이학부 화학 제2학과 조교수(당시)는 풀러렌(fullerene C60)의 존재를 이론적으로 예언했지만 중요한 논문을 일본어로만 발표하고 영어 논문으로 만들지 않은 탓에 1996년에 노벨상 수상을 놓쳤다. 이러한 전말은 당시 네이처(제384호, 1996년 12월 26일 발매)에도 게재됐다.
1998년, 슈퍼 가미오칸데로 중성미자 진동을 확인하고 중성미자의 질량이 0이 아님을 세계에서 최초로 발견한 도쓰카 요지도 유력한 노벨상 후보로 주목받고 있었으나 2008년에 사망했다. 그의 후배이자 제자이기도 한 가지타 다카아키가 2015년에 물리학상을 수상했을 때엔 만약 도쓰카가 살아있었으면 공동 수상은 확실했다고 안타까워했다.
문학상에서는 요미우리 신문이 2012년 3월에 노벨 위원회의 페르 베스트베리 위원장을 취재한 적이 있는데 “아베 코보는 급사하지 않았더라면 노벨 문학상을 받았을 것이다. 매우, 매우 근접했었다”, “미시마 유키오는 그(아베 코보)만큼 높은 위치까지 접근해 있지 않았다. 이노우에 야스시가 매우 진지하게 논의되고 있었다”라는 답변을 얻은 것으로 보고하였다. 이 발언과 후에 언급할 비밀 엄수 의무와의 관련성은 불분명하다. 도널드 킨은 베스트베리 위원장이 미시마 유키오에 대해 수상에 근접하지 못했다고 지적한 데에 대해서는 “스웨덴인으로 유엔 사무총장을 지낸 다그 함마르셸드가 《긴카쿠지》를 높이 평가하고 있다는 것을 스웨덴 한림원에 알렸으며 그 추천이 경시되지 않는다는 것이었다. 수상에 매우 가까웠을 것이다”라고 요미우리 신문 기사를 통해서 밝힌 적이 있다. 2014년 1월 3일, 미시마 유키오가 1963년도 노벨 문학상 유력 후보 6명 안에 포함돼 있었다는 사실이 공식 발표되었다. 6명 중에는 미시마 외에 사뮈엘 베케트 등이 있었는데 그 후 3명으로 좁혀졌을 때 미시마는 제외됐다. 1963년도 노벨 문학상 선정 관련 자료에 의하면 위원회가 도널드 킨에게 일본 작가에 대한 평가를 요구한 사실이 드러났다. 당시 킨은 실적을 중시하여 나이순으로 ‘다니자키 준이치로(76세), 가와바타 야스나리(63세), 미시마 유키오(38세)’ 순으로 추천했지만 본심은 “미시마가 현역 작가 중 가장 뛰어나다”라며 생각했다고 밝혔다. 그럼에도 미시마보다 다니자키와 가와바타를 높게 평가한 것은 연공서열을 의식하는 일본 사회를 배려했기 때문이라고 설명하고 “일본인 중에서는 미시마가 아직 젊다고 생각하는 사람도 있어서 만약 다니자키와 가와바타를 제치고 수상한다면 일본의 수많은 시민들은 이상하게 느낄 것이라고 생각했다”라고 2015년 4월에 밝힌 바 있다.
그 외에 2000년대 무렵부터 작가 무라카미 하루키가 노벨상의 유력한 후보로 거론될 정도로 언론에서 자주 다뤄지고 있지만 2025년 현재까지 수상하지는 못하고 있다.
일본인의 수상 확률이 낮아진 요인으로는 1차 선정 과정에서 노벨 위원회가 연구자와 과거 수상자에게 보내는 추천장의 답신률이 다른 나라에 비해 매우 낮다는 점이 지적되고 있다. 노벨 위원회의 위원이 일본을 방문했을 당시 이 점에 대하여 고언을 한 적이 있다.

### 노벨상 후보자가 된 인물
노벨상 후보자나 선정 과정은 50년간 비공개 원칙을 갖고 있고 2025년 현재 노벨 재단 홈페이지에서는 아래의 연도까지 노벨상 후보자가 공표돼 있다.
- 생리학·의학상 - 1953년
- 물리학상 및 화학상 - 1970년
- 평화상 - 1971년
- 문학상 - 1973년

#### 노벨 물리학상
노벨 물리학상은 혼다 고타로가 1932년 후보에 오른 일본인 최초의 후보자였다. 이 외에도 니시지마 가즈히코(1960년, 1961년, 1964년, 1965년, 1969년, 1970년), 나카노 다다오(1961년, 1970년), 오누키 요시오(1965년 ~ 1966년), 후쿠이 슈지(1966년), 미야모토 시게노리(1966년) 등이 있다.
이들 외에도 사카타 쇼이치는 1969년 노벨 물리학상 후보자가 됐을 것으로 오랫동안 거론돼왔으나, 50년 이상이 경과된 후에 노벨상 위원회가 공표한 같은 해 후보자 명단에는 사카타의 이름은 없었고 그 이듬해로 사카타가 사망한 해가 되는 1970년에 유카와 히데키의 추천으로 니시지마 가즈히코, 나카노 다다오와 함께 후보가 된 것이 유일한 후보 추천이었다.

#### 노벨 화학상
노벨 화학상은 1911년 하타 사하치로가 일본인 최초의 후보자였으며 그 밖에 스즈키 우메타로(1936년), 아사히나 야스히코(1951년, 1952년), 유지(油脂) 화학을 전문으로 한 도야마 요시유키(1958년), 미즈시마 산이치로(1962년, 1964년), 규슈 대학 명예교수인 야마후지 가즈오(1964년), 노조에 데쓰오(1970년) 등이 있다.

#### 노벨 생리학·의학상
노벨 생리학·의학상은 1901년에 기타자토 시바사부로가 일본인으로서는 최초로 후보에 올랐다. 그 밖에 하타 사하치로(1912년 ~ 1913년), 노구치 히데요(1913년 ~ 1915년, 1920년 ~ 1921년, 1924년 ~ 1927년), 스즈키 우메타로(1914년), 1919년에 이나다 료키치와 이도 유타카가 공동 후보자로 올랐고, 야마기와 가쓰사부로(1925년 ~ 1926년, 1928년, 1936년), 가토 겐이치(1928년, 1935년, 1937년), 구레 겐(1931년, 1933년, 1935년 ~ 1937년, 1939년), 사사키 다카오키(1935년 ~ 1936년, 1939년, 1941년), 이치카와 고이치(1936년), 구노 야스(1936년, 1938년, 1953년), 당시 경성의학전문학교 교수였던 하사마 분이치(1938년), 이시하라 마코토(1939년), 도리가타 류조(1939년), 오사카 대학 명예교수인 구로쓰 도시유키(1952년), 가쓰누마 세이조(1953년) 등이 있다.

#### 노벨 문학상
노벨 문학상에서는 가가와 도요히코가 1947년과 1948년에 두 번이나 후보에 오른 적이 있다. 2009년에 아사히 신문이 노벨 재단에 50년 이상 경과한 과거의 정보 공개를 청구한 결과, 가가와 이후에는 1958년 다니자키 준이치로와 니시와키 준자부로가 후보에 오른 적이 있었던 것으로 확인됐다. 또한 다니자키와 니시와키는 1960년부터 1962년에도 후보자로 선정됐다는 사실이 공개된 일본 외무성 공무 전보로부터의 간접적인 모양새로 2010년 경에 연구자에 의해서 확인돼 2013년 요미우리 신문에 의한 스웨덴 한림원에 정보 공개 청구 결과를 통해서도 이를 뒷받침했다. 또한 같은 정보 공개 청구에서는 1968년에 수상한 가와바타 야스나리가 1961년과 1962년에 후보자로 선정됐다는 사실도 밝혀졌다. 뒤에 언급하는 2014년 자료 공개에서 가와바타, 다니자키, 니시와키 등 3명은 1963년에도 후보자가 됐다는 사실이 판명났다. 2015년 1월, 교도 통신사의 자료 공개 청구에 기반한 공개에 의해 1964년에도 전년과 마찬가지로 다니자키·가와바타·니시와키·미시마 등 4명이 후보에 올랐는데, 그중 다니자키 준이치로는 1960년에 이어 최종 6인 안에 포함됐다는 사실이 드러났다. 2016년 1월에는 역시 교도 통신사의 자료 공개 청구에 기반한 공개로 1965년도에 대해서는 같은 해 7월에 사망한 다니자키를 포함한 전년도와 똑같은 4명이 후보 명단을 대상으로 스웨덴 한림원은 ‘다니자키 사망 후 가와바타가 일본인 후보자 중에서 가장 유력하다’고 밝혔지만 일본인 4명은 최종 후보에 들지 못한 것으로 밝혀졌다.
2017년 1월, 요미우리 신문에 의한 자료 공개 청구에 근거한 공개에서, 1966년에는 가와바타와 니시와키가 후보로 되어 가와바타가 후보에 오른 이래 처음으로 최종 후보 대상 6인에 들었던 것으로 밝혀졌다. 당해 후보 선정 때에는 이토 세이가 의견서를 낸 것으로도 알려졌다. 가와바타가 노벨 문학상을 수상한 이듬해 1969년에는 이노우에 야스시가 후보로 거론된 사실도 드러났다. 1970년에는 이토 세이, 이시카와 다쓰조가 후보에 올랐다.

#### 노벨 평화상
노벨 평화상은 1909년 아리가 나가오가 후보에 오른 것을 시작으로 시부사와 에이이치(1926년 ~ 1927년), 가가와 도요히코(1954년 ~ 1956년, 1960년), 기시 노부스케(1960년), 스즈키 다이세쓰(1963년), 요시다 시게루(1965년 ~ 1966년), 유카와 히데키(1966년) 등이 후보에 올랐다는 사실이 노르웨이 노벨 위원회가 공표한 자료에 의해 밝혀졌으며 요시다에 대해서는 관계자가 남긴 수기 등에서 1967년에도 추천이 이뤄졌다고 밝혀졌다. 2018년 1월에 노벨 재단이 홈페이지에 공표한 1967년도 후보자 명단에 요시다의 이름이 있어(추천자는 구리야마 시게루 등) 추측이 뒷받침됐다.
일본과 관련된 후보자로는 리하르트 니콜라우스 폰 코우덴호페칼레르기가 있다. 칼레르기는 도쿄도 태생으로 어머니는 코우덴호페 미쓰코이다. 일본명으로서 ‘아오야마 에이지로’(青山 栄次郎)라는 이름을 가지고 있었다. 국제 범유럽 연합 주재자로서 ‘범유럽주의’를 제창했고 이는 후세의 유럽 연합 구상의 선구자였다. 몇 번이나 노벨 평화상 후보에 올랐으나 수상하지는 못했다.

## 일본에 있어서의 상금에 드는 소득세의 취급
일본인이 노벨상 수상을 통해 받은 상금은 소득세법 제9조 제1항 제13호에 의거해 경제학상을 제외하면 비과세가 된다(‘노벨 기금으로부터 지출되는 상금’이라고 규정돼 있으므로 스웨덴 국립은행에서 상금이 지출되는 경제학상은 동법 대상 외에서 동법 제9조 제1항 제13호에서의 재무대신의 지정도 받지 않기 때문에 과세대상). 이것은 유카와 히데키가 노벨상을 수상했을 당시 상금에 과세가 되는 것에 여론의 반발이 일었고 1949년 11월 24일에 ‘증여(개인으로부터의 증여 및 개인 이외의 것으로부터의 증여 가운데 학술, 기예, 자선, 그외 문화적 또는 사회적 공헌을 시상하는 것으로 교부하는 보장금품)를 비과세로 한다’고 소득세법이 개정된 결과이다.

### 주해
1. ↑  통칭으로 노벨 경제학상이지만 이는 스웨덴 국립은행이 창립 300주년을 기념하여 스스로 상금 등을 부담해 1969년부터 시작한 것으로 노벨 재단에서는 노벨상으로 인정하지 않고 있다.[3]
2. ↑  수상과 관련된 여성은 2017년도 노벨 평화상 시상식에서 메달 등을 받고 수락 연설을 했던 사로 세쓰코가 있다[4][5][6][7](수상과 관련된 인물을 참조).
3. ↑  다니자키는 펄 S. 벅, 도널드 킨, 에드윈 라이샤워, 미시마 유키오 등 5명의 추천을 받아 최종 선정보다 한 단계 앞선 41명에 포함됐다.[69]

### 출전
1. ↑  「妻の支え」で得たノーベル賞　渡部裕明 - 산케이 신문, 2014년 4월 16일
2. ↑  もう一度読みたい ＜初のノーベル賞　湯川秀樹１＞敗戦国日本　受賞に沸く - 마이니치 신문, 2015년 11월 9일
3. ↑  “「ノーベル経済学賞」は「ノーベル賞」ではない！？”. 《아사히 신문》 (아사히 신문사). 2013년 10월 3일. 2020년 4월 15일에 확인함.
4. 1 2  “授賞式でサーローさんら演説 ＩＣＡＮにノーベル平和賞”. 《아사히 신문》 (아사히 신문사). 2017년 12월 10일. 2021년 2월 27일에 원본 문서에서 보존된 문서. 2017년 12월 14일에 확인함.
5. 1 2  “サーローさん「核兵器は絶対悪」…平和賞授賞式”. 《요미우리 신문》 (요미우리 신문사). 2017년 12월 11일. 2017년 12월 14일에 원본 문서에서 보존된 문서. 2017년 12월 14일에 확인함.
6. 1 2  “ノーベル平和賞 授賞式 サーローさん「核兵器は絶対悪」”. 《마이니치 신문》 (마이니치 신문사). 2017년 12월 10일. 2017년 12월 14일에 확인함.
7. 1 2  “平和賞受賞式でサーローさん演説”. 《주고쿠 신문》 (주고쿠 신문사). 2017년 12월 12일. 2017년 12월 14일에 원본 문서에서 보존된 문서. 2017년 12월 14일에 확인함.
8. 1 2  “ノーベル平和賞に日本被団協 核兵器廃絶訴え”. 《NHK》. 2024년 10월 11일.
9. ↑  “The Nobel Prize in Physics 1949”. 노벨 재단. 2009년 12월 19일에 확인함.
10. ↑  “The Nobel Prize in Physics 1965”. 노벨 재단. 2009년 12월 19일에 확인함.
11. ↑  “The Nobel Prize in Physics 1973”. 노벨 재단. 2009년 12월 19일에 확인함.
12. ↑  “The Nobel Prize in Physics 2002”. 노벨 재단. 2009년 12월 19일에 확인함.
13. 1 2 3  “The Nobel Prize in Physics 2008”. 노벨 재단. 2009년 12월 19일에 확인함.
14. 1 2 3  “The Nobel Prize in Physics 2014”. 노벨 재단. 2015년 8월 24일에 확인함.
15. ↑  “The Nobel Prize in Physics 2015”. 노벨 재단. 2015년 10월 6일에 확인함.
16. ↑  “The Nobel Prize in Chemistry 1981”. 노벨 재단. 2009년 12월 19일에 확인함.
17. ↑  “The Nobel Prize in Chemistry 2000”. 노벨 재단. 2009년 12월 19일에 확인함.
18. ↑  “The Nobel Prize in Chemistry 2001”. 노벨 재단. 2009년 12월 19일에 확인함.
19. ↑  “The Nobel Prize in Chemistry 2002”. 노벨 재단. 2009년 12월 19일에 확인함.
20. ↑  “The Nobel Prize in Chemistry 2008”. 노벨 재단. 2015년 8월 24일에 확인함.
21. 1 2  “The Nobel Prize in Chemistry 2010”. 노벨 재단. 2015년 8월 24일에 확인함.
22. ↑  “The Nobel Prize in Chemistry 2019”. 《노벨 재단》 (미국 영어). 2019년 10월 9일에 확인함.
23. ↑  “The Nobel Prize in Physiology or Medicine 1987”. 노벨 재단. 2009년 12월 19일에 확인함.
24. ↑  “The Nobel Prize in Physiology or Medicine 2012”. 노벨 재단. 2015년 8월 24일에 확인함.
25. ↑  “The Nobel Prize in Physiology or Medicine 2015”. 노벨 재단. 2015년 10월 5일에 확인함.
26. ↑  “The Nobel Prize in Literature 2013” (PDF). 노벨 재단. 2015년 10월 5일에 확인함.
27. ↑  “The Nobel Prize in Physiology or Medicine 2016”. 노벨 재단. 2016년 10월 4일에 확인함.
28. ↑  “The Nobel Prize in Physiology or Medicine 2018”. 노벨 재단. 2018년 10월 1일에 확인함.
29. ↑  “The Nobel Prize in Literature 1968”. 노벨 재단. 2009년 12월 19일에 확인함.
30. ↑  “The Nobel Prize in Literature 1994”. 노벨 재단. 2009년 12월 19일에 확인함.
31. ↑  “The Nobel Peace Prize 1974”. 노벨 재단. 2009년 12월 19일에 확인함.
32. ↑  中村教授「物理学賞での受賞には驚いた」　ノーベル賞 - 니혼케이자이 신문, 2014년 10월 7일
33. ↑  “The Nobel Prize in Literature 2017”. Nobel Foundation. 2017년 10월 5일에 확인함.
34. ↑  “The Nobel Prize in Chemistry 1986”. 노벨 재단. 2015년 8월 24일에 확인함.
35. ↑  “The Nobel Prize in Chemistry 1987”. 노벨 재단. 2015년 8월 24일에 확인함.
36. ↑  ノーベル化学賞に米独2氏　「不斉有機触媒の開発」 -  마이니치 신문, 2021년 10월 6일
37. ↑  “小柴昌俊特別栄誉教授 보관됨 2016-10-05 - 웨이백 머신” - 대표적인 졸업생, 도쿄 대학 대학원 이학계 연구과, 2016년 10월 5일 확인
38. ↑  고시바 마사토시, “A consistent interpretation of ultra high energy phenomena”, 도쿄 대학 박사 학위 논문(이학박사, 을제 1244호), 1967년 6월 12일(일본어 문장 제목 ‘超高エネルギー現象の統一的解釈’(초고에너지 현상의 통일적 해석))
39. ↑  오무라 사토시,  “Leucomycinに関する研究”, 도쿄 대학 박사 학위 논문(약학박사, 을제 1572호), 1968년 9월 6일
40. ↑  오무라 사토시, “ロイコマイシン、スピラマイシン及びセルレニンの絶対構造”, 도쿄 이과대학 박사 학위 논문(이학박사, 을제 16호), 1970년 10월 23일
41. ↑  “田中さんに名誉博士号 母校の東北大[깨진 링크(과거 내용 찾기)]” - 기타닛폰 신문, 2002년 11월 1일
42. ↑  “小千谷中学校だより（平成30年度・第２号平成30年５月31日(木)発行）” (PDF). 2023/7/4에 확인함.
43. ↑  「『ガンの山極博士』たたえる」 - 요미우리 신문, 1966년 10월 25일자, 15면
44. ↑  Guide to Nobel Prize - Britannica.com. Retrieved on 2010년 9월 25일
45. ↑  Suzuki, U., Shimamura, T. (1911). “Active constituent of rice grits preventing bird polyneuritis”. 《Tokyo Kagaku Kaishi》 32: 4–7; 144–146; 335–358.
46. ↑  오키나카 시게오, ‘4. 呉先生のシゴキ ― 国際神経学会へ随行’, 《나의 이력서 제44집》, 니혼케이자이 신문, 1971년
47. ↑  《Kagaku》 25: 854–863. 1970. |제목=이(가) 없거나 비었음 (도움말)
48. ↑  Yoshida, Z.; Osawa, E. (1971). 《Aromaticity》. Chemical Monograph Series 22. Kyoto: Kagaku-dojin. 174–8쪽.
49. ↑  “보관됨 2021-06-04 - 웨이백 머신 戸塚洋二さんの顕彰碑 富士に建立へ ノーベル賞の梶田さんと共同研究／静岡 보관됨 2021-06-04 - 웨이백 머신” - 마이니치 신문(2016년 8월 21일) 지방판, 2016년 10월 5일 확인
50. ↑  安部公房は受賞寸前だった…ノーベル委員長語る - YOMIURI ONLINE, 2012년 3월 23일
51. ↑  Candidates for the 1963 Nobel Prize in Literature - 노벨 위원회
52. ↑   보관됨 2014-01-03 - 웨이백 머신「三島、63年ノーベル賞候補 最終6人に残り、あと一歩」 (교도 통신 2014년 1월 3일자) 보관됨 2014-01-08 - 웨이백 머신
53. ↑  ‘三島ノーベル賞目前だった’ - 요미우리 신문, 2014년 1월 4일자 게재
54. 1 2  ノーベル文学賞 キーン氏に評価尋ねる - NHK 뉴스 2015년 4월 1일
55. ↑  村上春樹がノーベル賞を取れない理由 海外メディアが分析 - 허핑턴 포스트, 2013년 10월 8일
56. ↑  다나카 다이스케, 今年も村上春樹は取れなかった 書店員が見たノーベル文学賞をめぐる狂騒曲 보관됨 2017-05-20 - 웨이백 머신 - 닛케이 비즈니스 온라인, 2013년 10월 15일
57. ↑  「村上春樹はノーベル文学賞をいつとるのか」についての考察 - NEWS 포스트 세븐, 2014년 10월 12일
58. ↑  우카이 데쓰오, 村上春樹はノーベル賞を受賞できるか 보관됨 2017-05-20 - 웨이백 머신 - 요미우리 온라인(요미우리 신문), 2016년 10월 11일
59. ↑  구리하라 유이치로, 村上春樹がノーベル文学賞を取れない理由 - 도요케이자이 온라인, 2016년 10월 18일
60. ↑  Nomination archive - 노벨 재단, 2024년 4월 17일 확인
61. ↑  S Miyamoto Nomination Database
62. ↑  Nomination archive - 노벨 재단
63. ↑  Shoichi Sakata -  노벨 재단
64. ↑  K Yamafuji Nomination Database
65. ↑  Tetsuo Nozoe - Nomination archive(노벨 재단)
66. ↑  Bun-ichi Hasama Nomination Database
67. ↑  Toshiyuki Kurotsu Nomination Database
68. ↑  “賀川豊彦：ノーベル文学賞候補だった 1947、48年連続--日本人初”. 《mainichi.jp》 (마이니치 신문사). 2009년 9월 13일. 2009년 9월 23일에 원본 문서에서 보존된 문서.
69. ↑  ‘谷崎潤一郎、58年ノーベル賞候補 三島由紀夫が推薦状’- 아사히 신문, 2009년 9월 23일
70. ↑  요시타케 노부히코, 「ノーベル賞の国際政治学」『地域政策研究』, 다카사키 경제대학 지역정책학회, 제12권 4호, 2010년, p21-43  보관됨 2021-10-05 - 웨이백 머신
71. ↑  谷崎潤一郎と西脇順三郎、ノーベル賞候補に4回 - 요미우리 신문, 2013년 1월 14일
72. ↑  三島由紀夫、ノーベル文学賞最終候補だった 63年 -  니혼케이자이 신문, 2014년 1월 3일(교도 통신 전송)
73. ↑  보관됨 2015-01-09 - 웨이백 머신 보관됨 2015-01-09 - 웨이백 머신 64年ノーベル文学賞:谷崎、60年に続き最終選考対象に 보관됨 2015-01-09 - 웨이백 머신 - 마이니치 신문, 2015년 1월 3일
74. ↑  “ノーベル文学賞の65年選考「川端康成、谷崎亡き後の最有力」　三島由紀夫「将来的に検討されるべきだ」とも”. 《산케이 신문》. 2016년 1월 5일. 2016년 2월 3일에 원본 문서에서 보존된 문서. 2016년 2월 2일에 확인함.
75. 1 2  “川端康成、ノーベル賞受賞の2年前に最終候補”. 《요미우리 신문》. 2017년 1월 3일. 2017년 1월 4일에 원본 문서에서 보존된 문서. 2017년 1월 3일에 확인함.
76. ↑  井上靖、ノーベル賞候補だった　川端康成受賞翌年の１９６９年 - 아사히 신문, 2020년 1월 21일
77. ↑  1969年度ノーベル文学賞候補者 (PDF)  - 스웨덴 한림원 (스웨덴어)
78. ↑  “70年、日本人2人が文学賞候補 ノーベル賞、石川達三と伊藤整”. 교도 통신. 2021년 5월 10일. 2021년 5월 10일에 원본 문서에서 보존된 문서. 2021년 5월 10일에 확인함.
79. 1 2  요시타케 노부히코 ‘ノーベル賞の国際政治学―ノーベル平和賞と日本：1960年代前半の日本人候補― 보관됨 2015-05-05 - 웨이백 머신’, 《지역정책연구》 제17권 2호, 다카사키 경제대학, pp.1 - 23
80. ↑  요시타케 노부히코 ‘ノーベル賞の国際政治学――ノーベル平和賞と日本：吉田茂元首相の推薦をめぐる1966年の秘密工作―― 보관됨 2017-01-06 - 웨이백 머신’, 다카사키 경제대학 지역정책학회, 2016년
81. ↑  Nomination Database - 노벨 위원회 홈페이지
82. ↑  Shigeru Yoshida - Nomination Database
83. ↑  所得税法第九条第一項第十三号ニ又はヘに規定する団体又は基金及び交付される金品等を指定する件 - 일본 재무성 홈페이지

## 같이 보기
- 노벨 재단
- 알프레드 노벨